# Henning von Krusenstierna
Henning Wilhelm Mauritz von Krusenstierna, född 19 februari 1862 på Nedre Bräcke, Bäve, (idag Uddevalla), död 30 oktober 1933 i Stockholm, var en svensk sjöofficer och sjöminister. 

## Biografi
Henning von Krusenstierna var son till Carl von Krusenstierna, kapten i flottan, och Selma Berggren. Efter inskrivning vid Kungliga Sjökrigsskolan 1876 med elevnummer 21 genomförde han sjöexpedition med fregatten HMS Norrköping 1877 och ångkorvetten HMS Saga 1878–1882. Åren 1883–1885 tjänstgjorde von Krusenstierna ombord på fregatten HMS Vanadis under en världsomsegling. 1890–1891 tjänstgjorde han i den italienska örlogsflottan. Efter hemkomsten från Italien var von Krusenstierna placerad i flottans stab fram till 1905 med avbrott för kortare sjökommenderingar. 1892 blev han utnämnd till kapten och Kommendörkapten 1903.
Henning von Krusenstierna var chef för Sjöförsvarsdepartementets kommandoexpedition 1906–1909, statsråd och chef för Sjöförsvarsdepartementet 1910–1911, stabschef till Inspektören för flottans övningar till sjöss 1911–1916, chef för marinstaben 1916–1927. 1912 utnämndes Kommendör, 1916 till Konteramiral, 1923 till Viceamiral och Amiral 1927. Han tog avsked från aktiv stat 1927 men stod kvar i reserv till 1932 och var under den perioden ledamot av krigshovrätten.
Henning von Krusenstierna avled i sitt hem i Äppelviken  och är begravd på Galärvarvskyrkogården i Stockholm. Han var ogift.

## Uppdrag

### Utredningar och kommittéer
- Ledamot av kommittén för översyn av flottans reglemente 1893
- Ledamot av kustartiellerikommittén 1901–1903
- Militärsakkunning vid Karlstadskonferensen 1905
- Sakkunning i utredningen om organisation för arméns och marinens flygvapen 1917

### Styrelser och akademier
- Extra ledamot av Lotsstyrelsen 1904–1905
- Hedersledamot av Kungliga Örlogsmannasällskapet, 1910.[5]
- Ledamot av Kungliga Örlogsmannasällskapet, 1897.[5]
- Ledamot av första klassen av Krigsvetenskapsakademien, 1910.[6]
- Ledamot av andra klassen av Krigsvetenskapsakademien, 1905.[6]

## Utmärkelser

### Svenska utmärkelser
- Kommendör med stora korset av Svärdsorden, 6 juni 1923.[7]
- Kommendör av första klassen av Svärdsorden, 6 juni 1911.[8]
- Riddare av Nordstjärneorden, 1905.[9]
- Riddare av första klassen av Vasaorden, 1904.[10]

### Utländska utmärkelser
- Storkorset av Spanska Sjöförtjänstorden, tidigast 1921 och senast 1925.[11][12]
- Storofficer av Italienska kronorden, senast 1915.[13]
- Kommendör av första graden av Danska Dannebrogorden, senast 1915.[13]
- Kommendör av Franska Hederslegionen, tidigast 1921 och senast 1925.[11][12]
- Officer av Franska Hederslegionen, senast 1915.[13]
- Riddare av andra klassen med kraschan av Preussiska Kronorden, senast 1915.[13]
- Riddare av andra klassen av Ryska Sankt Annas orden, senast 1915.[13]
- Riddare av tredje klassen av Preussiska Röda örns orden, senast 1915.[13]
- Femte klassen av Thailändska kronorden, senast 1915.[13]